# هاوکر پی.۱۱۲۱
هاوکر پی. ۱۱۲۱ (به انگلیسی: Hawker P.1121) یک هواپیمای ساختِ کارخانهٔ هاوکر سیدلی در کشور بریتانیا است.